# نيرجا بانوت
نيرجا بانوت (بالهندية: नीरजा भनोत) (7 سبتمبر 1963 - 5 سبتمبر 1986) , كانت ضابطة المحاسبة لشركة بانام، ومقرها في مومباي،الهند، وقد قتلت بالرصاص في حين إنقاذ الركاب من الإرهابيين على متن الطائرة المختطفة  بان اميركان الرحلة 73 يوم 5 سبتمبر 1986. بعد وفاتها، أصبحت أصغر حاصل على جائزة زمن السلم العسكرية العليا في الهند للشجاعة، وأشوك شقرا.

## بداية حياتها وتعليمها
ولدت نيرجا بانوت في شانديغار، الهند، وهي ابنة راما  بانوت وهريش بانوت، وهو صحفي في مومباي. وقالت انها حصلت على التعليم المبكر في مدرسة سكارد هارت الثانوية شانديغار حتى الصف 5. بعد الانتقال إلى مومباي، أكملت دراستها في مدرسة بومباي الإسكتلندية واستمر في كلية سانت كزافييه، مومباي. وكان في مومباي، حيث شوهد لأول مرة لمهمة النمذجة التي ساعدها مهنة عرض الأزياء على خلع.

## العمل
تقدمت نيرجا بطلب للحصول على وظيفة مضيفات مع بانام 73، عندما قررت أن يكون لها جميع أفراد الطاقم الهندي للعملاء في آسيا، وعلى الاختيار، وذهبت إلى ميامي للتدريب كما للمضيفات لكنها عاد كما ضابط المحاسبة

## الاختطاف
كانت ضابطة المحاسبة  نيرجا رحلة لكبار  الشخصيات على متن طائرة بان اميركان الرحلة 73 القادمة من مومباي إلى الولايات المتحدة الأمريكية، التي اختطفت من قبل أربعة رجال مسلحين في 5 سبتمبر 1986 في مطار كراتشي في باكستان. وكانت الطائرة تتقل 361 راكبا و19 من أفراد الطاقم. أراد الإرهابيون السفر إلى قبرص وأرادوا أيضا إطلاق سراح بعض أعضاء فريقهم من السجن. بعد استقلال الإرهابيين بالطائرة، نبهت بانوت طاقم قمرة القيادة. وعندما كانت الطائرة على مدرج المطار، وثلاثة أعضاء لطاقم القيادة الأميركي للطيار ومساعد الطيار ومهندس الطيران اخلاء الطائرة من خلال فتحة علوية في قمرة القيادة في تدريبهم بحيث لا يمكن نقل الطائرة بالقوة، ويجري معظم كبار طاقم الطائرة المتبقية على متنها.
بعد 17 ساعة، فتح الخاطفين النار وفجروا عبوات ناسفة. افتتحت بانوت أحد الأبواب، النائية مفتوحة لشلال في حالات الطوارئ، وساعد الركاب من الطائرة. وقالت إنها يمكن أن يكون أول من القفز عندما فتحت الباب لكنها قررت عدم القفز أولًا وأصيب بالرصاص أثناء التدريع ثلاثة أطفال من وابل من الرصاص. من ما مجموعه 41 راكبا الأمريكي، لم يقتل سوى 2 خلال إطلاق النار. أحد الأطفال الذين تتراوح أعمارهم بين 7، والآن هو قائد لشركة طيران كبرى، وذكرت أن بانوت ان مصدر إلهام له وأنه يدين كل يوم من أيام حياته لها. وقد عرفت بانوت  دوليا بأنها «بطلة خطف» وأنها أصغر حائز على جائزة شقرا أشوك، جائزة الشهامة المرموقة في الهند للشجاعة في زمن السلم.

## الخاطفين
قيل أن الخاطفين من منظمة أبو نضال. كما أنها تلقت بعد وفاتها العديد من الجوائز لشجاعتها من حكومة الولايات المتحدة.
في عام 2001، «زيد حسن عبد اللطيف مسعود السفاريني»، أحد الخاطفين الذين أطلقوا النار على الركاب، اعتقل من قبل مكتب التحقيقات الفدرالي في بانكوك. وهو يقضي حاليا عقوبة بالسجن لمدة 160 سنة في ولاية كولورادو. نجا أربعة آخرين من سجن أديالا في يناير كانون الثاني عام 2008 عندما تعرضت للهجوم من قبل الإرهابيين. أعلن مكتب التحقيقات الفدرالي مكافأة 5 ملايين دولار على رؤوسهم. في يناير 2010، أعلن مسؤولون في الاستخبارات الباكستانية أن هجوم بطائرة بدون طيار في منطقة وزيرستان الشمالية القبلية قتلوا أحد الخاطفين إطلاق سراحهم، جمال سعيد عبد الرحيم. لم يكن أكدت وفاته وقال انه لا يزال على الإرهابيين والمكافآت مكتب التحقيقات الفدرالي المطلوبين للقوائم برنامج العدالة.

## بعد مقتلها
قامت حكومة الهند بمنح نيرجا بعد وفاتها جائزة شقرا أشوكا (جائزة الشهامة أعلى الهند لشجاعته في مواجهة العدو خلال وقت السلم)، وأصبحت نيرجا بانوت أصغر متلقي لتلك الجائزة. في عام 2004 أصدرت خدمة البريد الهندي طابع ذكرى لها.
مع أموال التأمين ومساهمة متساوية من بانام لاستخدام العلامة التجارية بانام في العنوان، وتعيين والديها بانام الثقة. تقدم الثقة جائزتين سنويا، واحد لأحد أفراد طاقم الطائرة، في جميع أنحاء العالم، الذي يعمل وراء نداء الواجب وآخر.
تعد جائزة نيرجا، إلى امرأة هندية عندما واجهت الظلم الاجتماعي مثل المهر أو الهجر يثابر ثم يساعد النساء الأخريات في المحن الاجتماعية المماثلة. وتتضمن الجائزة مبلغ INR 1,50,000،

## في الفنون
- نيرجا التي عرفتها هو كتاب طاولة قهوة تم جمعه وكتابته بواسطة أخيها رثائا لها.[14]
- نيرجا هو فيلم هندي بطولة سونام كابور يحكي قصة نيرجا بانوت، تم إنتاج وطرح الفيلم عام 2016